# 5e soirée des prix Jutra
La 5e soirée des prix Jutra, récompensant les films québécois sortis en 2002, a lieu le 23 février 2003 et est diffusée à la télévision de Radio-Canada en direct du Théâtre Maisonneuve à Montréal.

## Déroulement
Le gala est animé par Sylvie Moreau pour une deuxième fois.

## Palmarès
Les lauréats sont indiqués ci-dessous en premier de chaque catégorie et en gras.

### Meilleur film
- Québec-Montréal
  - Le Collectionneur
  - Le Marais
  - Séraphin : Un homme et son péché

### Meilleure réalisation
- Ricardo Trogi pour Québec-Montréal
  - Michael MacKenzie pour The Baroness and the Pig
  - Kim Nguyen pour Le Marais
  - Robert Morin pour Le Nèg'

### Meilleur acteur
- Pierre Lebeau pour Séraphin : Un homme et son péché
  - Roy Dupuis pour Séraphin : Un homme et son péché
  - Paul Ahmarani pour Le Marais
  - Patrice Robitaille pour Québec-Montréal

### Meilleure actrice
- Karine Vanasse pour Séraphin : Un homme et son péché
  - Maude Guérin pour Le Collectionneur
  - Marie-Chantal Perron pour La Mystérieuse Mademoiselle C.
  - Pascale Bussières pour La Turbulence des fluides

### Meilleur acteur de soutien
- Luc Picard pour Le Collectionneur
  - Rémy Girard pour Séraphin : Un homme et son péché
  - Dominic Darceuil pour Histoire de Pen
  - Benoît Gouin pour Québec-Montréal

### Meilleure actrice de soutien
- Isabelle Blais pour Québec-Montréal
  - Céline Bonnier pour Séraphin : Un homme et son péché
  - Geneviève Bujold pour La Turbulence des fluides
  - Patsy Gallant pour Yellowknife

### Meilleur scénario
- Jean-Phillipe Pearson, Ricardo Trogi et Patrice Robitaille pour Québec-Montréal
  - Kim Nguyen pour Le Marais
  - Robert Morin pour Le Nèg'
  - Manon Briand pour La Turbulence des fluides

### Meilleure direction artistique
- Ronald Fauteux, Jean Bécotte et Michèle Hamel pour Séraphin : Un homme et son péché
  - Monique Dion et Francesca Chamberland pour Le Marais
  - Michel Proulx et François Barbeau pour L'Odyssée d'Alice Tremblay
  - Michel Marsolais et Lyse Bédard pour Station Nord

### Meilleure direction de la photographie
- Jean Lépine pour Séraphin : Un homme et son péché
  - Éric Cayla pour The Baroness and the Pig
  - Daniel Vincelette pour Le Marais
  - David Franco pour La Turbulence des fluides

### Meilleur montage
- Lorraine Dufour pour Le Nèg'
  - Denis Papillon pour The Baroness and the Pig
  - Jean-François Bergeron pour La Mystérieuse Mademoiselle C.
  - Hélène Girard pour Karmen Geï

### Meilleur son
- Patrick Rousseau, Claude Beaugrand, Hans Peter Strobl et Bernard Gariépy Strobl pour Séraphin : Un homme et son péché
  - Serge Beauchemin, Louis Dupire, Hans Peter Strobl et Bernard Gariépy Strobl pour Le Collectionneur
  - Bobby O'Malley, Denis Saindon, Gavin Fernandes et Philippe Pelletier pour Histoire de Pen
  - Yvon Benoît, Marie-Claude Gagné et Gavin Fernandes pour L'Odyssée d'Alice Tremblay

### Meilleure musique originale
- Michel Cusson pour Séraphin : Un homme et son péché
  - Gilles Grégoire pour Histoire de Pen
  - Pierre Desrochers et Nathalie Boileau pour Québec-Montréal
  - Robert Marcel Lepage pour Yellowknife

### Meilleur documentaire
- Marc Girard pour Rien sans pennes
  - Serge Cardinal pour La Bibliotheque entre deux feux
  - Dominique Morissette et Catherine Pappas pour Les Derniers Chasseurs du petit havre
  - Denys Desjardins pour Mon œil pour une caméra

### Meilleur court ou moyen métrage de fiction
- Richard Jutras pour Hit and Run
  - Constant Mentzas pour Aspiration
  - Julien Fonfrede et Karim Hussain pour The City Without Windows
  - Karl Raudsepp-Hearne pour Song

### Meilleur court ou moyen métrage d'animation
- Patrick Bouchard pour Les Ramoneurs cérébraux
  - Nicolas Brault pour Antagonia
  - Christopher Hinton pour Flux
  - John Weldon (en) pour The Hungry Squid (en)

## Prix spéciaux

### Jutra-Hommage
- Rock Demers

### Film s'étant le plus illustré à l'extérieur du Québec
- La Turbulence des fluides

### Billet d'or
- Séraphin : Un homme et son péché